# Каки боја
Каки боја (#C3B091)
Назив боје каки је настао у Британској Индији и потиче од хинду речи khak коришћење у персијанском језику и Lurish дијалекту, која означава прашину. Ову боју су користиле војске широм света за маскирне униформе. Нарочито ју је користила британска војска у Индији почетком 1848. године.
Каки униформе званично су први пут користиле британске трупе у току абесинске борбе 1867−68, када су се индијски војници под командом генерала сер Роберта Нејпијера упутили у Етиопију да ослободе неке британске заробљенике и „убеде абесинског краља Теодора, силом ако је потребно, да дође памети“.
Ово је прва велика борба у којој су војници носили каки униформу, која је била уведена као службено радно одело 1861. Иако је одобрење повучено 1864, многе су трупе, посебно оне које су активно служиле на северозападној граници (Пакистана), наставиле да боје беле униформе лишћем чаја или другим супстанцама. Каки униформа се као изум приписује Харију Ламсдену када је, у децембру 1846, основао корпус извиђача (водича) Британске Индије.
Данас је ова боја стандардна за елегантне спортске панталоне.
Назив ове боје се такође некада користи за описивање зелене боје слично аспарагусу или морскозеленој, посебно од стране текстилне индустрије. У француском језику се каки боја односи на много тамнију боју, односно маслинасту боју униформе.

## Каки боја у војсци
У почетку, каки је била карактеристична боја британских летњих униформи, блиска изворном индијском виђењу ове боје. У тим данима, у заједничком значењу англосаксонског говорног подручја, каки се односило на смеђу, готово беж. То није нужно случај у војној терминологији, ипак, често ствара конфузију.
Када је каки усвојена за континенталну британску службену униформу 1902, изабрана је тамнија и више зеленкаста нијанса. Ова боја је усвојена уз мање варијације у целој војсци Британије и у снагама САД у Првом светском рату, да би касније, вероватно више описно, име постало маслинастосива боја. Ова тамније смеђе-зелена је остала у употреби у многим земљама током два светска рата. Генерално, светске војиске би се у првој половини века могле поделити на оне које су носиле смеђезелену - САД, Уједињено Краљевство, Француска, Русија / СССР, Јапан, Канада, Аустралија, Белгија, Холандија, Турска, Грчка, те оне које су носиле блеђе зелене нијансе, од којих су најистакнутије Немачка, Аустрија, Италија, Југославија, Бугарска, Румунија, скандинавске земље. Било је значајних варијација и преклапања између двеју крајности - смеђе и сиве, чак и унутар исте војске.
Током друге половине Другог светског рата, америчка маслинастосива је постала јасно зелена, што је било битно одступање од каки боје. Већина земаља које су учествовале у послератном НАТО савезу, усвојила је тај стил униформи са маслинастозеленом бојом. У многим европским земљама ову боју су и даље називали каки. У Француској, на пример, се та реч користи у уобичајеном говору (изговара се са нагласком на „и“, а занимљиво је да се исти изговор користи у Грчкој од Другог светског рата) за тамнозелену маслинасту боју. Уместо каки боје која се користила у Другом светском рату користи се реч „moutarde“. Данас врло мали број армија и даље користити маслинастосиву или каки за борбене униформе - Израелске одбрамбене снаге и аустријска армија, јер је велика већина прихватила шарену маскирну униформу.

## Тамнокаки (X11 "Dark Khaki") (Hex: #BDB76B) (RGB: 189, 183, 107)Интернет боја
Боја је приказана на десној страни.
То је боја која се зове „тамнокаки“ (један од X11 имена боја) јер је тамнија него X11 каки (као и ХТМЛ / CSS каки).

## Каки Интернет боја
Боја је приказана на десној страни.
То је боја за коју се уопште сматра да је за просечну особу каки боја - односно да се та боја очекује када се купе каки панталоне. То је уједно и боја препозната као боја земље у књизи „Речник боја“ 1930. године, стандардна за номенклатуру боја пре увођења рачунара.
Прво забележено коришћење термина каки као боје је у енглеском језику 1848. године.

## Светлокаки (X11 "Khaki") (Hex: #F0E68C) (RGB: 240, 230, 140)Интернет боја
Боја је приказана на десној страни.
Ова се боја назива каки у X11. То је један од случајева где се називи боја разликују у X11 од ХТМЛ/CSS имена.

## Поређење нијанси каки боје
- Светлокаки
- Каки
- Тамнокаки